# Soutien aux techniques innovantes coûteuses
Pour les articles homonymes, voir STIC (homonymie).
Le programme de soutien aux techniques innovantes coûteuses (abrégé en STIC) est un programme ministériel de financement de la recherche clinique en France. Il se déroule sous la forme d'un appel à projets dont la gestion est confiée à la Direction générale de l'Offre de soins.

## Description
Ce programme a été mis en place en 2000 et s'inscrit dans le financement à l'activité des hôpitaux par l'octroi d'enveloppes dans le cadre des missions d'intérêt général et d'aide à la contractualisation (MIGAC).
Il concerne des études médico-économiques multicentriques d'une durée de 2 ans, sur des innovations validées par une étape préalable de recherche clinique (dispositifs médicaux ayant obligatoirement obtenus le Marquage CE), hors médicaments, et présentant un impact potentiel important dans le système de soin hospitalier.
Le programme comporte deux volets : cancérologie et hors cancérologie qui font l’objet de deux appels à projets distincts (la partie cancérologie est pilotée par l’Institut national du cancer).
En 2009, l'enveloppe STIC était d'environ 11 millions d'euros.
Depuis sa création, le programme a financé plus de 100 protocoles et 1900 équipes.

## Objectifs
L'objectif du programme est de :
1. Mieux répondre aux besoins exprimés par les établissements de santé pour améliorer la prise en charge des patients lorsque le financement d'innovations coûteuses est impliqué;
2. Favoriser la diffusion harmonieuse des innovations;
3. Évaluer, à cette occasion, les innovations sélectionnées sur les plans médical et économique;
4. Préciser la place, les conditions d'utilisation, d'organisation et de diffusion de ces innovations dans le système de soins hospitalier et apporter une aide à la décision pour l'organisation des soins;
5. Promouvoir la structuration et l'organisation en réseaux des professionnels concernés en vue de permettre l'émergence de consensus et de règles de qualité des pratiques.